# Die Jury (Film)
Die Jury (Originaltitel: A Time to Kill) ist ein US-amerikanischer Justizthriller aus dem Jahr 1996. Die Handlung beruht auf dem Roman Die Jury von John Grisham aus dem Jahr 1989. Die Hauptrollen spielen Matthew McConaughey, Sandra Bullock und Samuel L. Jackson.

## Handlung
Zwei betrunkene weiße Südstaaten-Männer vergewaltigen in Canton (Mississippi) das zehnjährige schwarze Mädchen Tonya Hailey. Danach versuchen sie, das Mädchen umzubringen, allerdings scheitern sie daran. Durch die Vergewaltigung ist das Mädchen nicht mehr in der Lage, später Kinder zu gebären. In dem Glauben, dass die Verbrecher für ihre Tat nicht hart genug bestraft werden, weil sie durch ihre weiße Hautfarbe bevorzugt würden, tötet der Vater des Mädchens, Carl Lee Hailey, die Männer im Gerichtsgebäude auf dem Weg in die Verhandlung mit einem M16-Sturmgewehr. Bei der Schießerei trifft er unbeabsichtigt auch den begleitenden Polizisten Dwayne Powell Looney am Bein, das daraufhin amputiert werden muss. Carl Lee wird des Mordes an den beiden Männern angeklagt, im schlimmsten Fall droht ihm die Todesstrafe.
Der ortsansässige junge Anwalt Jake Tyler Brigance übernimmt die Verteidigung von Carl Lee, auch weil er sich mitschuldig am Geschehen fühlt, denn Carl Lee hat ihm die Tat am Abend zuvor indirekt angekündigt. Die Jura-Studentin Ellen Roark bietet ihm Hilfe mit dem Fall an, jedoch nimmt er die Unterstützung zuerst nur widerwillig an. Jakes ehemaliger Mentor, Lucien Wilbanks, der seine Zulassung verloren hat und alkoholabhängig ist, sowie der Anwalt Harry Rex Vonner unterstützen ihn. Der Ku-Klux-Klan versucht, Jake, dessen Familie und Kollegen einzuschüchtern, weil dieser einen Schwarzen verteidigt. So wird vom Klan unter anderem Ellen misshandelt und das Haus von Jake niedergebrannt. Trotz alledem gibt Jake den Fall nicht ab, auch nicht, als er von Vertretern einer schwarzen Menschenrechtsvertretung eine sehr hohe Abfindung angeboten bekommt, damit nicht er, sondern ein „erfahrenerer“, und vor allem schwarzer Anwalt den Fall übernehme.
Auf Drängen seines Mandanten ruft Jake den Polizisten in den Zeugenstand, der durch die Schüsse von Carl Lee Hailey sein Bein verloren hat. Zur allgemeinen Überraschung spricht der Polizist sich ausdrücklich für eine Freilassung Haileys aus, denn er selbst hätte als Vater, dessen kleine Tochter brutal vergewaltigt, und fast getötet wurde, vermutlich ebenso gehandelt.
Am letzten Tag der Verhandlung werden die Schlussplädoyers gehalten, der Schuldspruch Haileys scheint nur mehr Formsache zu sein. In einer vertraulichen Besprechung erklärt Hailey, dass auch er gegen einen schwarzen Anwalt war: Nur ein weißer Anwalt könne wissen, wie Weiße denken, und damit dafür sorgen, dass Vorurteile von und gegen Schwarze aus dem Fall heraus gehalten werden. Hailey bezeichnet Brigance als „seine Geheimwaffe“.
Jake beginnt sein Schlussplädoyer mit einer Erklärung, dass er sein vorbereitetes, ausgefeiltes Plädoyer nicht halten werde und stattdessen eine Geschichte erzählen wolle, mit der Bitte, dass die anwesenden Geschworenen – die ausschließlich aus Weißen bestehen und sich schon vor Ende der Verhandlung auf einen einstimmigen Schuldspruch geeinigt haben – dabei die Augen schließen mögen, um sich das Folgende genau vorzustellen. Jake erzählt von einem jungen, unschuldigen Mädchen, und schildert minutiös in allen Einzelheiten, wie dieses brutal misshandelt und vergewaltig wird – ebenso, wie es Tonya Hailey ergangen war, ohne sie beim Namen zu nennen. Zum Abschluss fordert er die Geschworenen auf: „Und nun stellen Sie sich vor, sie (das Mädchen) sei weiß!“
Alle öffnen die Augen, wie aus einem Alptraum erwacht. Carl Lee wird freigesprochen, Staatsanwalt Rufus Buckley gratuliert Jake. Währenddessen werden mehrere der Ku-Klux-Klan-Mitglieder wegen ihrer begangenen Verbrechen festgenommen.
Am Ende veranstaltet Carl Lee mit Familie und Freunden eine Feier bei seinem Haus, zu der auch Jake mit seiner Frau und Tochter überraschend erscheinen, damit die „Töchter zusammen spielen können“, um Carl Lee zu demonstrieren, dass der Unterschied zwischen ihren Welten nicht weiterhin so bestehen dürfe.

## Synchronisation
Die deutsche Synchronisation entstand nach einem Dialogbuch und unter der Dialogregie von Frank Schaff im Auftrag der Berliner Interopa Film GmbH.
| Darsteller              | Sprecher                 | Rolle                       |
| ----------------------- | ------------------------ | --------------------------- |
| Matthew McConaughey     | Benjamin Völz            | Jake Tyler Brigance         |
| Samuel L. Jackson       | Jürgen Kluckert          | Carl Lee Hailey             |
| Ashley Judd             | Maud Ackermann           | Carla Brigance              |
| Sandra Bullock          | Bettina Weiß             | Ellen Roark                 |
| Kevin Spacey            | Till Hagen               | D.A. Rufus Buckley          |
| Oliver Platt            | Stefan Fredrich          | Harry Rex Vonner            |
| Donald Sutherland       | Jochen Striebeck         | Lucien Wilbanks             |
| Kiefer Sutherland       | Tobias Meister           | Freddie Lee Cobb            |
| Charles S. Dutton       | Helmut Krauss            | Sheriff Ozzie Walls         |
| Chris Cooper            | Bernd Schramm            | Deputy Dwayne Powell Looney |
| Nicky Katt              | Ingo Albrecht            | Billy Ray Cobb              |
| Byron Jennings          | Norbert Gescher          | Brent Musgrove              |
| Beth Grant              | Ana Fonell               | Cora Mae Cobb               |
| Mark W. Johnson         | Michael Christian        | Deputy Willie Hastings      |
| Mike McLaren            | Frank-Otto Schenk        | Doktor                      |
| Anthony Heald           | Hans-Jürgen Wolf         | Dr. Wilbert Rodeheaver      |
| M. Emmet Walsh          | Horst Lampe              | Dr. Willard Tyrell Bass     |
| Brenda Fricker          | Kerstin Sanders-Dornseif | Ethel Twitty                |
| Tonea Stewart           | Regina Lemnitz           | Gwen Hailey                 |
| Alexandra Kyle          | Esra Vural               | Hannah Brigance             |
| Doug Hutchison          | Jörg Hengstler           | James Louis 'Pete' Willard  |
| Terry Loughlin          | Henning Gissel           | Jury Foreman                |
| Helen E. Floyd          | Ulrike Lau               | Kellnerin                   |
| Jonathan Hadary         | Joachim Pukaß            | Norman Reinfield            |
| Will Crapps             | Andreas Thieck           | Pfarrer                     |
| Tim Monich              | Andreas Thieck           | Reverend Fink               |
| Joe Seneca              | Michael Chevalier        | Reverend Isaiah Street      |
| Thomas Merdis           | Detlef Bierstedt         | Reverend Ollie Agee         |
| Patrick McGoohan        | Jochen Schröder          | Richter Omar Noose          |
| Perry Ritchie           | Maresi Bischoff-Hanft    | Sarah Hardy                 |
| Kurtwood Smith          | Ernst Meincke            | Stump Sisson                |
| Greg Lauren             | Frank Schaff             | Taylor                      |
| John Diehl              | Andreas Rüdiger          | Tim Nunley                  |
| Jim Ritchie             | Manfred Wagner           | Tom Hardy                   |
| Rae'Ven Larrymore Kelly | Catrin Dams              | Tonya                       |
| Tim Parati              | Peter Flechtner          | Winston                     |
| Howard Ballou           | Matthias Klages          | WLBT Reporter               |

## Rezeption

### Kritiken
James Berardinelli schrieb auf ReelViews, der zugrunde liegende Roman sei nach einer Aussage des Autors sein persönlichster Roman. Grisham habe eine weitgehende Kontrolle über die Verfilmung erhalten, was dem Film zugutekomme. Berardinelli schrieb, die Regie sei gelungen und der Film größtenteils unterhaltsam. Er lobte außerdem Matthew McConaughey, Sandra Bullock, Samuel L. Jackson und zahlreiche Nebendarsteller wie Ashley Judd, Kevin Spacey und Kiefer Sutherland für ihre Darstellungen.
Roger Ebert lobte in der Chicago Sun-Times vom 26. Juli 1996 den „geschickt konstruierten“ Film sowie besonders stark die Darstellungen von Samuel L. Jackson und Matthew McConaughey.
Amnesty International Frankreich kritisierte den Film als „verstörend“, weil er die Selbstjustiz rechtfertige.
Das französische Kulturmagazin Les Inrockuptibles beschrieb den Film als „ekelhaft“, „stinkend“, nahezu „faschistisch“, mit einem „ultra-populistischen“ Drehbuch, das einen „kotzen“ lasse.
Die Libération kritisierte den Film als „dreckig“, der in sentimentaler Weise einen Schwarzen dazu missbrauche, für Selbstjustiz zu stimmen.

„Nach einem Bestseller von John Grisham als laute und an Stars orientierte Illustriertengeschichte verfilmt. Reale Verhältnisse werden dabei ebenso verbogen wie die gegenwärtigen Dimensionen des Rassenkonflikts. Eher eine Rechtfertigung der Selbstjustiz als ein brauchbarer Beitrag zur Diskussion gesellschaftlicher Mißstände in den Vereinigten Staaten.“

Die Filmbewertungsstelle Wiesbaden verlieh der Produktion das Prädikat „besonders wertvoll“.

### Einspielergebnisse
Die Jury spielte bei Produktionskosten von rund 40 Millionen Dollar etwa 152 Millionen US-Dollar ein, 43 Millionen davon international. Das erste Wochenende der Veröffentlichung spielte fast 15 Millionen USD ein.

## Auszeichnungen
Alle Nominierungen und Preise wurden 1997 vergeben.
- Samuel L. Jackson wurde für den Golden Globe nominiert.
- Sandra Bullock und Jackson gewannen den Blockbuster Entertainment Award.
- Matthew McConaughey gewann den MTV Movie Award, für den auch Bullock und Kiefer Sutherland nominiert worden waren.
- Rae’Ven Larrymore Kelly wurde für den YoungStar Award nominiert.
- Der Film und Jackson (Bester Nebendarsteller) gewannen den Image Award, für den Charles S. Dutton (Bester Nebendarsteller), Tonea Stewart (Beste Nebendarstellerin) und Kelly nominiert worden waren.
- Elliot Goldenthal wurde für die Komposition „Defile and Lament“ für den Grammy Award nominiert. Er gewann den ASCAP Film and Television Music Award.